# Puntate di Horizon (quarantottesima stagione)
La quarantottesima stagione di Horizon è stata trasmessa dall'8 agosto 2011 al 10 aprile 2012.
| Episodio | Titolo originale                          | Prima TV          |
| -------- | ----------------------------------------- | ----------------- |
| 48x01    | #Do You See What I See                    | 8 agosto 2011     |
| 48x02    | #Seeing Stars                             | 15 agosto 2011    |
| 48x03    | #The Nine Months That Made You            | 22 agosto 2011    |
| 48x04    | #The Core                                 | 31 agosto 2011    |
| 48x05    | #Are You Good or Evil?                    | 7 settembre 2011  |
| 48x06    | #Is Nuclear Power Safe?                   | 14 settembre 2011 |
| 48x07    | #Playing God                              | 17 gennaio 2012   |
| 48x08    | #The Truth About Exercise                 | 28 febbraio 2012  |
| 48x09    | #Solar Storms: The Threat to Planet Earth | 6 marzo 2012      |
| 48x10    | #Out of Control?                          | 13 marzo 2012     |
| 48x11    | #The Truth About Fat                      | 20 marzo 2012     |
| 48x12    | #Global Weirding                          | 27 marzo 2012     |
| 48x13    | #The Hunt for AI                          | 3 aprile 2012     |
| 48x14    | #Defeating Cancer                         | 10 aprile 2012    |